# الكلام (نحو)

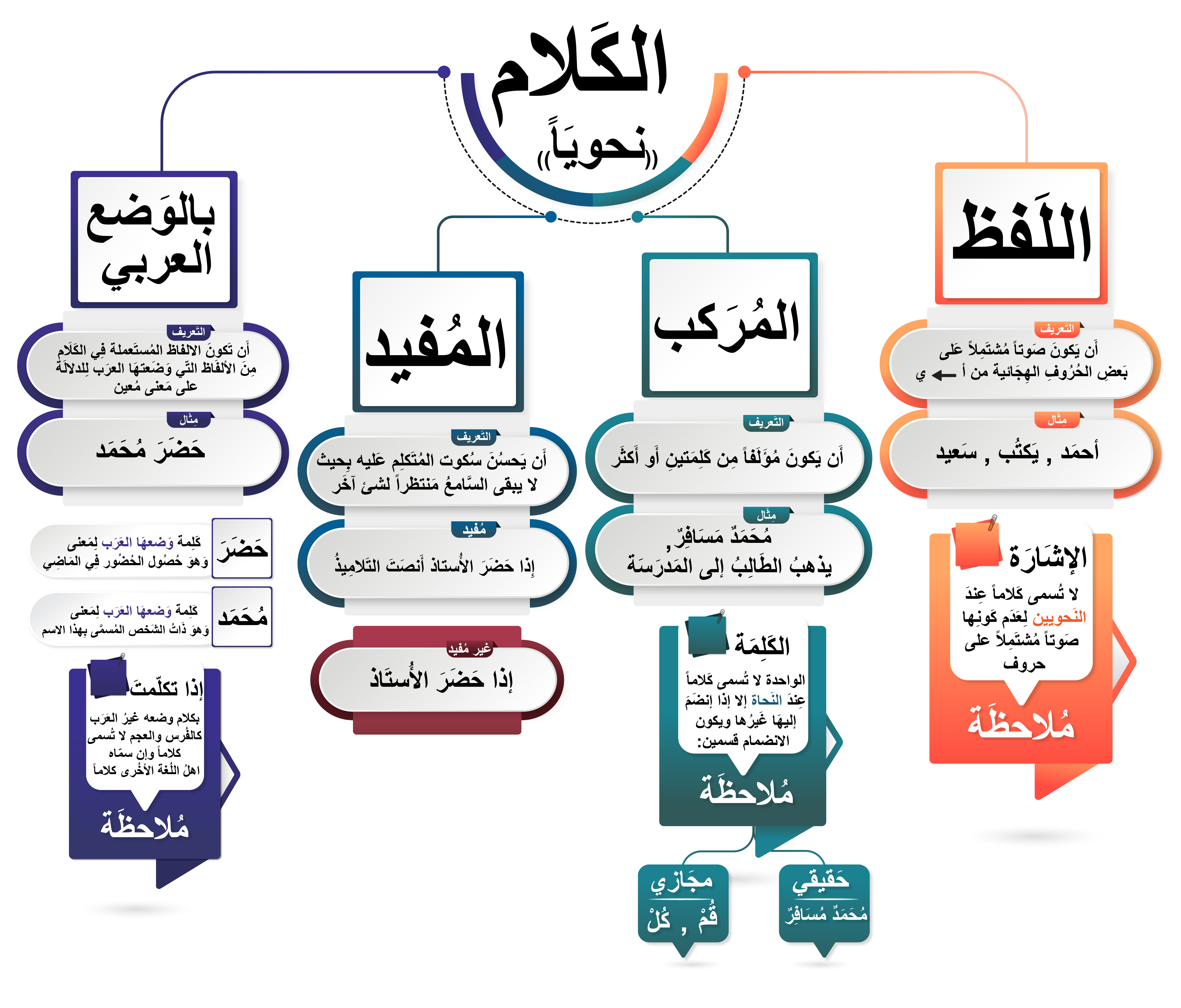
الكلام النحوي وشروطه

الكلام (المفرد: كَلِمَة) في اصطلاح النحويين، هو اللفظ المفيد فائدة يحسُن السكوت عليه، نحو: جاء زيدٌ، هذا طالبٌ مجتهدٌ.
ويُشترط في علم النحو في الكلام أربعة أشياء:

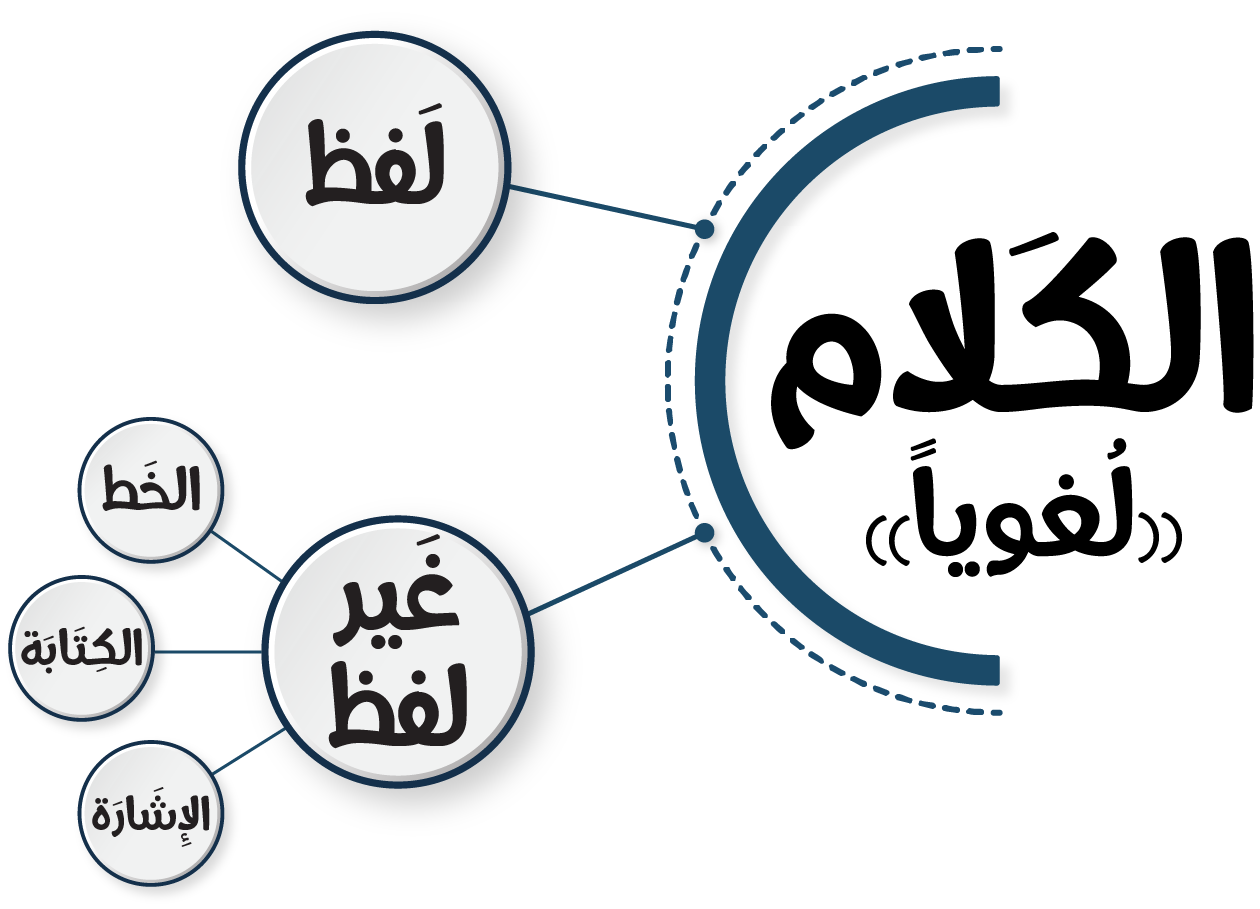

- أن يكون لفظًا، واللفظ هو الصوت الذي يشتمل على حرف من حروف اللغة العربية.
- أن يكون مركبًا من كلمتين أو أكثر، حقيقة أو تقديرا.
- أن يكون مُفيدًا، أي تام الإفادة.
- أن تكون الألفاظ المستعملة في الكلام من الألفاظ التي وضعتها العرب للدّلالة على معنى من المعاني.

## الكلام وما يتألف منه
يتألف الكلام من:
1. الاسم: ما دل على معنى في نفسه، ولم يقترن بزمن. نحو: سواك، كتاب.
2. الفعل: ما دل على معنى في نفسه، واقترن بزمن. نحو: قرأ، كتب.
3. الحرف: ما دل على معنى في غيره، وما سوى الاسم والفعل. نحو: إن، لم.

ويتألف الكلام من ستّ صور وهي:
- اسْمَيْنِ ولهُ أَربع صور إِحْدَأهمَا أَن يَكُونَا مُبْتَدأ وخبرا نَحْو زيد قَائِم وَالثَّانيَِة أَن يَكُونَا مُبْتَدأ وفاعلا سد مسد الْخَبَر نَحْو أقائم الزيدان وَإِنَّمَا جَازَ ذَلِك لِأَنَّهُ في قُوَّة قَوْلك أيقوم الزيدان وَذَلِكَ كَلَام تَامّ لَا حَاجَة لَهُ إِلَى شَيْء فَكَذَلِك هَذَا الثَّالِثَة أَن يكون مُبْتَدأ ونائبا عَن فَاعل سد مسد الْخَبَر نَحْو أمضروب الزيدان الرَّابِعَة أَن يَكُونَا اسْم فعل وفاعله نَحْو هَيْهَات العقيق فهيهات اسْم فعل وَهُوَ بِمَعْنى بعد والعقيق فَاعل بِهِ.
- فعل وَاسم ولهُ صُورَتَانِ إِحْدَأهمَا أَن يكون الِاسْم فَاعِلا نَحْو قَامَ زيد وَالثَّانيَِة أَن يكون الِاسْم نَائِبا عَن الْفَاعِل.[2]
- جملتين
- فعل واسمين
- فعل وَثَلَاثَة أَسمَاء
- فعل وَأَرْبَعَة أَسمَاء

## الفرق بين اللفظ والكلام والكلم
- اللفظ: جنس يشمل الكلمة، والكلام، والكلم.
- الكلام: هو اللفظ المفيد، وأقل ما يتكون من اسمين، أو فعل واسم.
- الكَلِم: اسم جنس واحده كلمة، ويتركب من ثلاث كلمات فأكثر سواء أفاد، أم لم يفيد.

قال الحافظ جلال الدين السيوطي في كتابه الأشباه والنظائر في النحو: «ما خرج من الفم إن لم يشتمل على حرف فصوت، وإن إشتمل على حرف ولم يفد معنى فلفظ، وإن إفاد معنى فقول. فإن كان مفردا فكلمة، أو مركبا من اثنين ولم يُفد نسبة مقصودة لذاتها فجملة، أو أفاد ذلك فكلام، أو من ثلاثة فكَلِم.»
فالكلام أخص من الجملة لا مرادف لها؛ فإن الكلام هو القول المفيد بالقصد، والمراد بالمفيد ما دل على معنى يحسن السكوت عليه، والجملة عبارة عن الفعل وفاعله كقام زيد، والمبتدأ وخبره كزيد قائم، وما كان بمنزلة أحدهما نحو ضرب الص وأقائم الزيدان وكان زيد قائما، وظننته قائما، وهذا يظهر لك أنهما ليسا مترادفين كما يتوهمه كثير من الناس.